# Чемпіонат світу з футболу серед жінок 2007
Чемпіонат світу з футболу серед жінок 2007 — п'ятий чемпіонат світу з футболу серед жінок, що проходив у Китаї з 10 по 30 вересня 2007 року. Китай мав приймати попередній розіграш турніру, однак через епідемію атипової пневмонії 3 травня 2003 його перенесли до США за рішенням ФІФА. Асоціація одразу гарантувала азійській країні проведення турніру 2007 року, що означало, що не буде проводитись відбір господарів на цей розіграш.
Турнір був відкритий рекордним матчем у Шанхаї, у якому збірна Німеччини переграла збірну Аргентини з рахунком 11–0, що стало найбільшою перемогою та матчем з найбільшою кількістю забитих м'ячів за всю історію проведення чемпіонату. Змагання закінчились грою між збірними Німеччини та Бразилії, у якій з рахунком 2–0 перемогли представниці Європи. Німкені не пропустили жодного матчу за весь турнір. Крім того, Німеччина стала першою країною за всю історію чемпіонатів, яка здобула два титули поспіль.

## Стадіони
Для приймання турніру були обрані наступні стадіони:
| Тяньцзінь                          | Шанхай Ченду Ухань Тяньцзінь ХанчжоуЧемпіонат світу з футболу серед жінок 2007 (Китайська Народна Республіка) | Шанхай Ченду Ухань Тяньцзінь ХанчжоуЧемпіонат світу з футболу серед жінок 2007 (Китайська Народна Республіка) | Шанхай Ченду Ухань Тяньцзінь ХанчжоуЧемпіонат світу з футболу серед жінок 2007 (Китайська Народна Республіка) |
| «Олімпійський центр Тяньцзіня»     | Шанхай Ченду Ухань Тяньцзінь ХанчжоуЧемпіонат світу з футболу серед жінок 2007 (Китайська Народна Республіка) | Шанхай Ченду Ухань Тяньцзінь ХанчжоуЧемпіонат світу з футболу серед жінок 2007 (Китайська Народна Республіка) | Шанхай Ченду Ухань Тяньцзінь ХанчжоуЧемпіонат світу з футболу серед жінок 2007 (Китайська Народна Республіка) |
| ---------------------------------- | --- | --- | --- |
| Місткість: 60,000                  | Шанхай Ченду Ухань Тяньцзінь ХанчжоуЧемпіонат світу з футболу серед жінок 2007 (Китайська Народна Республіка) | Шанхай Ченду Ухань Тяньцзінь ХанчжоуЧемпіонат світу з футболу серед жінок 2007 (Китайська Народна Республіка) | Шанхай Ченду Ухань Тяньцзінь ХанчжоуЧемпіонат світу з футболу серед жінок 2007 (Китайська Народна Республіка) |
|                                    | Шанхай Ченду Ухань Тяньцзінь ХанчжоуЧемпіонат світу з футболу серед жінок 2007 (Китайська Народна Республіка) | Шанхай Ченду Ухань Тяньцзінь ХанчжоуЧемпіонат світу з футболу серед жінок 2007 (Китайська Народна Республіка) | Шанхай Ченду Ухань Тяньцзінь ХанчжоуЧемпіонат світу з футболу серед жінок 2007 (Китайська Народна Республіка) |
| Ухань                              | Шанхай Ченду Ухань Тяньцзінь ХанчжоуЧемпіонат світу з футболу серед жінок 2007 (Китайська Народна Республіка) | Шанхай Ченду Ухань Тяньцзінь ХанчжоуЧемпіонат світу з футболу серед жінок 2007 (Китайська Народна Республіка) | Шанхай Ченду Ухань Тяньцзінь ХанчжоуЧемпіонат світу з футболу серед жінок 2007 (Китайська Народна Республіка) |
| «Ухань»                            | Шанхай Ченду Ухань Тяньцзінь ХанчжоуЧемпіонат світу з футболу серед жінок 2007 (Китайська Народна Республіка) | Шанхай Ченду Ухань Тяньцзінь ХанчжоуЧемпіонат світу з футболу серед жінок 2007 (Китайська Народна Республіка) | Шанхай Ченду Ухань Тяньцзінь ХанчжоуЧемпіонат світу з футболу серед жінок 2007 (Китайська Народна Республіка) |
| Місткість: 55,000                  | Шанхай Ченду Ухань Тяньцзінь ХанчжоуЧемпіонат світу з футболу серед жінок 2007 (Китайська Народна Республіка) | Шанхай Ченду Ухань Тяньцзінь ХанчжоуЧемпіонат світу з футболу серед жінок 2007 (Китайська Народна Республіка) | Шанхай Ченду Ухань Тяньцзінь ХанчжоуЧемпіонат світу з футболу серед жінок 2007 (Китайська Народна Республіка) |
|                                    | Шанхай Ченду Ухань Тяньцзінь ХанчжоуЧемпіонат світу з футболу серед жінок 2007 (Китайська Народна Республіка) | Шанхай Ченду Ухань Тяньцзінь ХанчжоуЧемпіонат світу з футболу серед жінок 2007 (Китайська Народна Республіка) | Шанхай Ченду Ухань Тяньцзінь ХанчжоуЧемпіонат світу з футболу серед жінок 2007 (Китайська Народна Республіка) |
| Ханчжоу                            | Ченду | Шанхай | |
| «Спортивний центр Жовтого дракона» | «Спортивний центр Ченду»                                                                                      | «Хонку» | |
| Місткість: 51,000                  | Місткість: 40,000                                                                                             | Місткість: 33,000                                                                                             | |
|                                    | | | |

## Учасники
На турнір були кваліфіковані 16 команд.
| - КАФ - Нігерія - Гана - АФК - Північна Корея - КНР (потрапила автоматично як господар турніру) - Австралія - Японія - КОНМЕБОЛ - Бразилія - Аргентина | - ОФК - Нова Зеландія - УЄФА - Норвегія - Швеція - Німеччина - Данія - Англія - КОНКАКАФ - Канада - США |

## Жеребкування
Жеребкування групового раунду відбулось 22 квітня 2007 року в місті Ухань після завершення кваліфікаційних раундів.
ФІФА автоматично прожеребкувала господарів турніру та чинного чемпіона, збірні Китаю та Німеччини, до Групи D та Групи A відповідно. Для визначення сіяних команд, які мали бути відібрані на місця B1 та C1 був використаний рейтинг ФІФА жіночих збірних станом на березень 2007 року. Першими у рейтингу були Сполучені Штати, другою — Німеччина, третьою — Норвегія, тому США та Норвегію стали сіяними.
Крім того, дві збірні з однієї федерації не могли потрапити до однієї групи, окрім зони УЄФА: команд з Європи в одній групі може бути не більше двох. Квартет B одразу назвали групою смерті, оскільки три з п'яти перших збірних, згідно з рейтингом ФІФА на червень 2007 року, потрапили до нього: США (перші), Швеція (третя) та Північна Корея (п'ята). Ці ж чотири команди (США, Швеція, Північна Корея та Нігерія) були у групі A на розіграші турніру 2003 року. Тоді з групи вийшли США та Швеція. Окрім цього, ці дві команди, а також Нігерія з Австралією зустрінуться у групі чемпіонату 2015 року.

## Груповий раунд

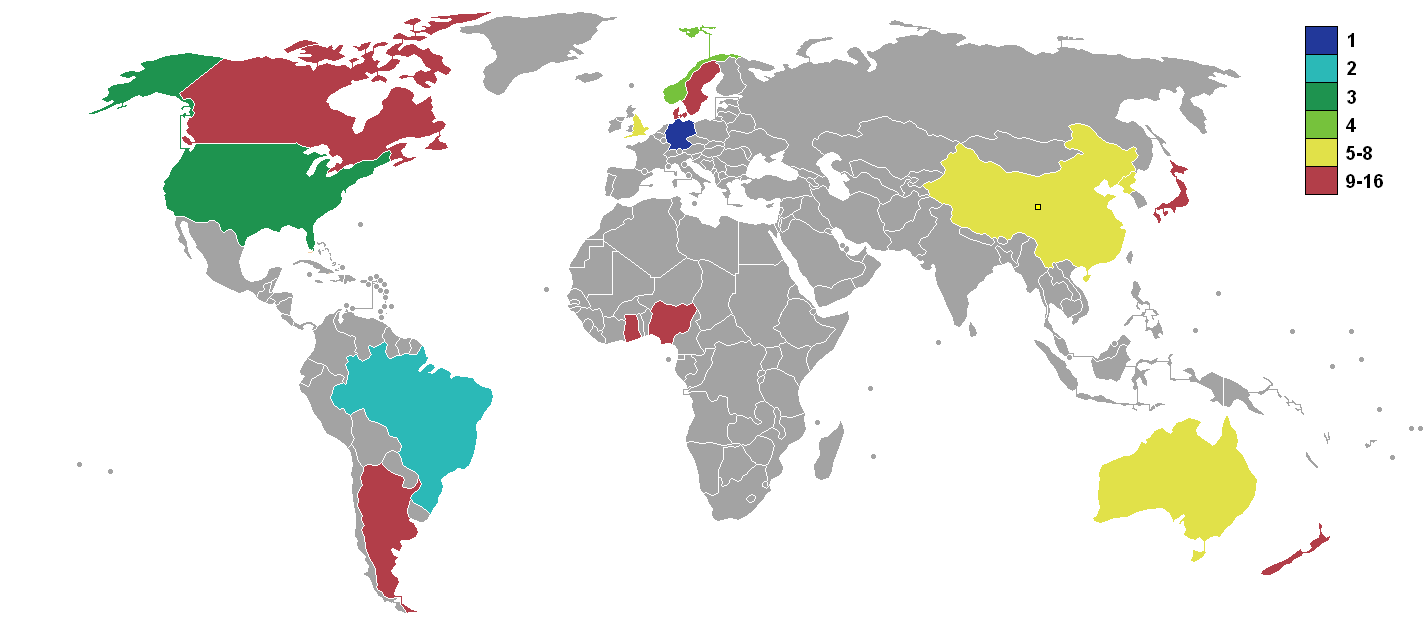
Країни-учасниці та їхні результати

Час усіх матчів — локальний (UTC+8).

### Група A
| Команда   | І | В | Н | П | МЗ | МП | МР  | О |
| --------- | - | - | - | - | -- | -- | --- | - |
| Німеччина | 3 | 2 | 1 | 0 | 13 | 0  | +13 | 7 |
| Англія    | 3 | 1 | 2 | 0 | 8  | 3  | +5  | 5 |
| Японія    | 3 | 1 | 1 | 1 | 3  | 4  | −1  | 4 |
| Аргентина | 3 | 0 | 0 | 3 | 1  | 18 | −17 | 0 |

| 10 вересня 2007 20:00 |

| Німеччина | 11–0     | Аргентина |
| --------- | -------- | --------- |
|           | Протокол |           |

| «Хонку», Шанхай Глядачів: 28,098 |

| 11 вересня 2007 20:00 |

| Англія | 2–2      | Японія |
| ------ | -------- | ------ |
|        | Протокол |        |

| «Хонку», Шанхай Глядачів: 27,146 Арбітр: Kari Seitz (United States) |

| 14 вересня 2007 17:00 |

| Аргентина | 0–1      | Японія |
| --------- | -------- | ------ |
|           | Протокол |        |

| «Хонку», Шанхай Глядачів: 27,730 |

| 14 вересня 2007 20:00 |

| Німеччина | 0–0      | Англія |
| --------- | -------- | ------ |
|           | Протокол |        |

| «Хонку», Шанхай Глядачів: 27,730 |

| 17 вересня 2007 20:00 |

| Аргентина | 1–6      | Англія |
| --------- | -------- | ------ |
|           | Протокол |        |

| «Спортивний центр Ченду», Ченду Глядачів: 30,730 |

| 17 вересня 2007 20:00 |

| Японія | 0–2      | Німеччина |
| ------ | -------- | --------- |
|        | Протокол |           |

| «Спортивний центр Жовтого дракона», Ханчжоу Глядачів: 39,817 |

### Група B
| Команда        | І | В | Н | П | МЗ | МП | МР | О |
| -------------- | - | - | - | - | -- | -- | -- | - |
| США            | 3 | 2 | 1 | 0 | 5  | 2  | +3 | 7 |
| Північна Корея | 3 | 1 | 1 | 1 | 5  | 4  | +1 | 4 |
| Швеція         | 3 | 1 | 1 | 1 | 3  | 4  | −1 | 4 |
| Нігерія        | 3 | 0 | 1 | 2 | 1  | 4  | −3 | 1 |

| 11 вересня 2007 17:00 |

| США | 2–2      | Північна Корея |
| --- | -------- | -------------- |
|     | Протокол |                |

| «Спортивний центр Ченду», Ченду Глядачів: 35,100 |

| 11 вересня 2007 20:00 |

| Швеція | 1–1      | Нігерія |
| ------ | -------- | ------- |
|        | Протокол |         |

| «Спортивний центр Ченду», Ченду Глядачів: 21,740 |

| 14 вересня 2007 17:00 |

| США | 2–0      | Швеція |
| --- | -------- | ------ |
|     | Протокол |        |

| «Спортивний центр Ченду», Ченду Глядачів: 35,600 |

| 14 вересня 2007 20:00 |

| Північна Корея | 2–0      | Нігерія |
| -------------- | -------- | ------- |
|                | Протокол |         |

| «Спортивний центр Ченду», Ченду Глядачів: 35,600 |

| 18 вересня 2007 20:00 |

| Північна Корея | 1–2      | Швеція |
| -------------- | -------- | ------ |
|                | Протокол |        |

| «Олімпійський центр Тяньцзіня», Тяньцзінь Глядачів: 33,196 |

| 18 вересня 2007 20:00 |

| Нігерія | 0–1      | США |
| ------- | -------- | --- |
|         | Протокол |     |

| «Хонку», Шанхай Глядачів: 26,100 |

### Група C
| Команда   | І | В | Н | П | МЗ | МП | МР  | О |
| --------- | - | - | - | - | -- | -- | --- | - |
| Норвегія  | 3 | 2 | 1 | 0 | 10 | 4  | +6  | 7 |
| Австралія | 3 | 1 | 2 | 0 | 7  | 4  | +3  | 5 |
| Канада    | 3 | 1 | 1 | 1 | 7  | 4  | +3  | 4 |
| Гана      | 3 | 0 | 0 | 3 | 3  | 15 | −12 | 0 |

| 12 вересня 2007 17:00 |

| Австралія | 4–1 | Гана |
| --------- | --- | ---- |
|           |     |      |

| «Спортивний центр Жовтого дракона», Ханчжоу Глядачів: 30,752 |

| 12 вересня 2007 20:00 |

| Норвегія | 2–1      | Канада |
| -------- | -------- | ------ |
|          | Протокол |        |

| «Спортивний центр Жовтого дракона», Ханчжоу Глядачів: 30,752 Арбітр: Christine Beck (Germany) |

| 15 вересня 2007 17:00 |

| Канада | 4–0      | Гана |
| ------ | -------- | ---- |
|        | Протокол |      |

| «Спортивний центр Жовтого дракона», Ханчжоу Глядачів: 33,835 |

| 15 вересня 2007 20:00 |

| Норвегія | 1–1      | Австралія |
| -------- | -------- | --------- |
|          | Протокол |           |

| «Спортивний центр Жовтого дракона», Ханчжоу Глядачів: 33,835 |

| 20 вересня 2007 17:00 |

| Норвегія | 7–2      | Гана |
| -------- | -------- | ---- |
|          | Протокол |      |

| «Спортивний центр Жовтого дракона», Ханчжоу Глядачів: 43,817 |

| 20 вересня 2007 17:00 |

| Австралія | 2–2      | Канада |
| --------- | -------- | ------ |
|           | Протокол |        |

| «Спортивний центр Ченду», Ченду Глядачів: 29,300 |

### Група D
| Команда       | І | В | Н | П | МЗ | МП | МР  | О |
| ------------- | - | - | - | - | -- | -- | --- | - |
| Бразилія      | 3 | 3 | 0 | 0 | 10 | 0  | +10 | 9 |
| КНР           | 3 | 2 | 0 | 1 | 5  | 6  | −1  | 6 |
| Данія         | 3 | 1 | 0 | 2 | 4  | 4  | 0   | 3 |
| Нова Зеландія | 3 | 0 | 0 | 3 | 0  | 9  | −9  | 0 |

| 12 вересня 2007 17:00 |

| Бразилія | 5–0      | Нова Зеландія |
| -------- | -------- | ------------- |
|          | Протокол |               |

| «Ухань», Ухань Глядачів: 33,500 |

| 12 вересня 2007 20:00 |

| КНР | 3–2      | Данія |
| --- | -------- | ----- |
|     | Протокол |       |

| «Ухань», Ухань Глядачів: 50,800 |

| 15 вересня 2007 17:00 |

| Данія | 2–0      | Нова Зеландія |
| ----- | -------- | ------------- |
|       | Протокол |               |

| «Ухань», Ухань Глядачів: 54,000 |

| 15 вересня 2007 20:00 |

| КНР | 0–4      | Бразилія |
| --- | -------- | -------- |
|     | Протокол |          |

| «Ухань», Ухань Глядачів: 54,000 |

| 20 вересня 2007 20:00 |

| КНР | 2–0      | Нова Зеландія |
| --- | -------- | ------------- |
|     | Протокол |               |

| «Олімпійський центр Тяньцзіня», Тяньцзінь Глядачів: 56,208 |

| 20 вересня 2007 20:00 |

| Бразилія | 1–0      | Данія |
| -------- | -------- | ----- |
|          | Протокол |       |

| «Спортивний центр Жовтого дракона», Ханчжоу Глядачів: 43,817 |

## Плей-оф
Час усіх матчів — локальний (UTC+8).
|  | Чвертьфінали           | Чвертьфінали         |                        |     | Півфінали   | Півфінали   |  |  | Фінал               | Фінал |
|  |                        |                      |                        |     |             |             |  |  |                     |       |
|  | 22 вересня — Ухань     |                      |                        |     |             |             |  |  |                     |       |
|  |                        |                      |                        |     |             |             |  |  |                     |       |
|  | Німеччина              | 3                    |                        |     |             |             |  |  |                     |       |
|  | Німеччина              | 3                    | 26 вересня — Тяньцзінь |     |             |             |  |  |                     |       |
|  | Північна Корея         | 0                    |                        |     |             |             |  |  |                     |       |
|  | Північна Корея         | 0                    | Німеччина              | 3   |             |             |  |  |                     |       |
|  | 23 вересня — Ухань     |                      | Німеччина              | 3   |             |             |  |  |                     |       |
|  |                        | Норвегія             | 0                      |     |             |             |  |  |                     |       |
|  | Норвегія               | Норвегія             | 0                      | 1   |             |             |  |  |                     |       |
|  | Норвегія               |                      | 30 вересня — Шанхай    | 1   |             |             |  |  |                     |       |
|  | КНР                    | 0                    |                        |     |             |             |  |  |                     |       |
|  | КНР                    | 0                    | Німеччина              | 2   |             |             |  |  |                     |       |
|  | 22 вересня — Тяньцзінь |                      | Німеччина              | 2   |             |             |  |  |                     |       |
|  |                        | Бразилія             | 0                      |     |             |             |  |  |                     |       |
|  | США                    | Бразилія             | 0                      | 3   |             |             |  |  |                     |       |
|  | США                    | 27 вересня — Ханчжоу |                        | 3   |             |             |  |  |                     |       |
|  | Англія                 | 0                    |                        |     |             |             |  |  |                     |       |
|  | Англія                 | 0                    | США                    | 0   | Третє місце | Третє місце |  |  |                     |       |
|  | 23 вересня — Тяньцзінь |                      | США                    | 0   | Третє місце | Третє місце |  |  |                     |       |
|  |                        | Бразилія             | 4                      |     |             |             |  |  |                     |       |
|  | Бразилія               | Бразилія             | 4                      | 3   | Норвегія    | 1           |  |  |                     |       |
|  | Бразилія               |                      |                        | 3   | Норвегія    | 1           |  |  |                     |       |
|  | Австралія              | 2                    |                        | США | 4           |             |  |  |                     |       |
|  | Австралія              | 2                    |                        |     | 4           |             |  |  |                     |       |
|  |                        |                      |                        |     |             |             |  |  | 30 вересня — Шанхай |       |
|  |                        |                      |                        |     |             |             |  |  |                     |       |